# Tianma Shan
Tianma Shan (kinesiska: 天马山) är en kulle i Kina. Den ligger i storstadsområdet Shanghai, i den östra delen av landet, omkring 34 kilometer sydväst om den centrala stadskärnan. Toppen på Tianma Shan är 90 meter över havet, eller 86 meter över den omgivande terrängen. Bredden vid basen är 8,7 km.
Runt Tianma Shan är det mycket tätbefolkat, med 1 018 invånare per kvadratkilometer. Närmaste större samhälle är Jiuting, 17,1 km öster om Tianma Shan. Trakten runt Tianma Shan består till största delen av jordbruksmark.
Genomsnittlig årsnederbörd är 1 436 millimeter. Den regnigaste månaden är augusti, med i genomsnitt 208 mm nederbörd, och den torraste är januari, med 53 mm nederbörd.